# Iakinf Bičurin
Iakinf Bičurin, al secolo Nikita Jakovlevič Bičurin (in russo Никита Яковлевич Бичурин?) (Tipnery, 29 agosto 1777 – San Pietroburgo, 11 maggio 1853), è stato un monaco cristiano, filologo e traduttore russo; fu uno dei padri fondatori della sinologia russa.

## Biografia
Bičurin proveniva da una famiglia di Ciuvasci, il padre era prete ortodosso. Studiò presso il seminario di Kazan'. Fu inviato a Pechino alla testa di una missione russa e vi rimase per 17 anni. I suoi interessi erano orientati alla storia della Cina ed alla lingua cinese. Accusato dai suoi superiori di scarso zelo religioso, gli venne tolto il rango di abate e fu rinchiuso nel monastero di Valaam. Qui tradusse una gran quantità di manoscritti cinesi antichi e medievali, che fino ad allora erano sconosciuti in Europa. Successivamente egli pubblicò una serie di scritti su Cina, Mongolia, Tibet, ecc., in gran parte di fonte cinese, e sulla storia della Mongolia, la geografia, religione, statistiche e agricoltura.
Nel 1835 gli venne conferito il premio Demidoff. Nel 1837 aprì la prima scuola di lingua cinese dell'Impero russo.
Per i suoi contributi alla sinologia, fu nominato membro delle Accademie delle scienze di Russia, di Prussia e di Francia.

## Opere

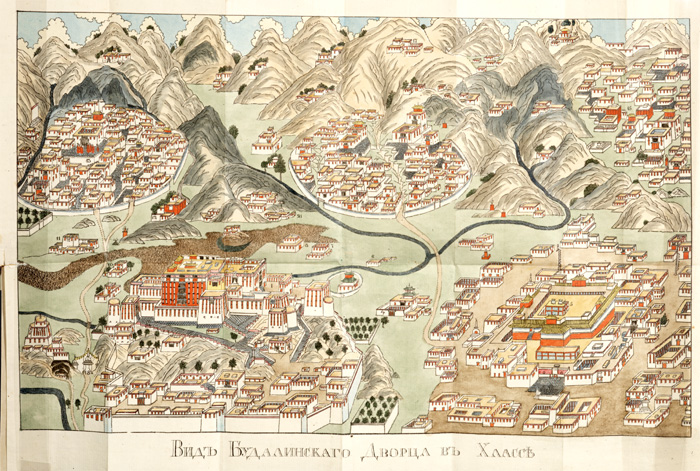
Mappa di Lhasa di Bičurin

- Osservazioni sulla Mongolia (San Pietroburgo 1828)
- Descrizione del Tibet (San Pietroburgo 1828)
- Descrizione della Zungaria e del Turkistan orientale (San Pietroburgo 1829, 3 Bde.)
- Cina, i suoi abitanti, tradizioni, usanze e chiarimenti (San Pietroburgo 1840)
- Descrizione statistica della Cina (San Pietroburgo 1841)
- Grammatica della lingua cinese (San Pietroburgo 1838)
- Dizionario cinese-russo
- Storia dei Mancesi fino al loro ingresso in Cina (in collaborazione con un altro membro della Missione in Cina, Leontjewski)
- Descrizione dei regni cinesi dell'ovest (scritto con l'archimandrita Daniel Sybillow)